# 小行星25312
小行星25312（25312 Asiapossenti）是一颗绕太阳运转的小行星，为主小行星带小行星。该小行星于1998年12月19日发现。

## 轨道参数
小行星25312的轨道半长轴为480 522 052 km，3.2120458 UA，离心率为0.098。